# Cima Sappada

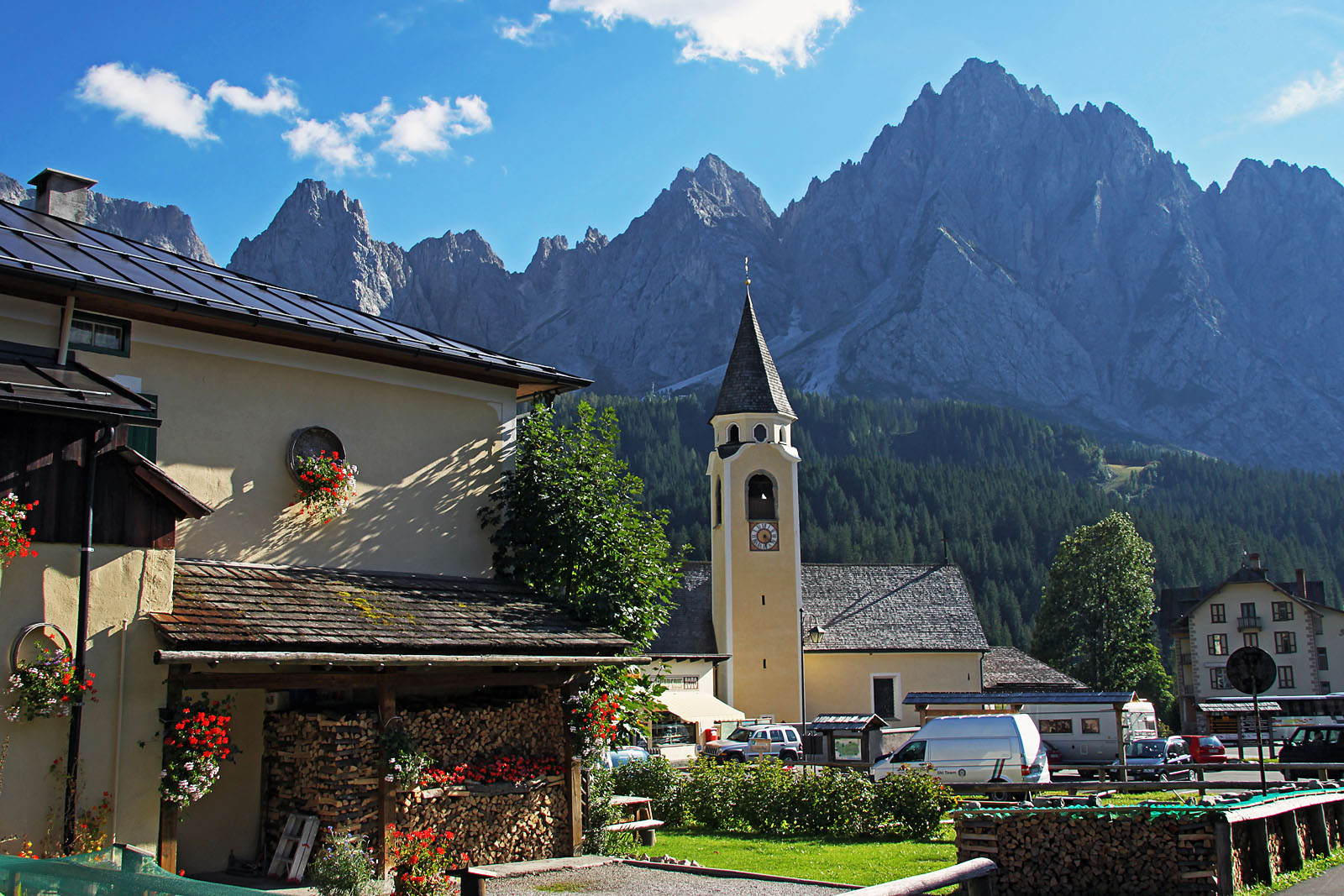
Cima Sappada

Cima Sappada (1.292 m s.l.m.) è un valico alpino delle Alpi Carniche che collega la val Degano (Forni Avoltri-Carnia) a est all'alta valle del Piave (Sappada), attraversato dalla strada statale 355 della Val Degano (in cima al passo sorge l'omonima borgata di Cima Sappada, del comune di Sappada).

## Sport

### Ciclismo
Durante la storia centenaria del Giro d'Italia il valico a quota 1292 m s.l.m. è stato considerato per tre volte Gran Premio della Montagna. La prima durante la 15ª tappa del Giro d'Italia 1948 da Udine ad Auronzo di Cadore, con il passaggio per primo in vetta del ligure della Legnano Vincenzo Rossello poi vincitore di quella tappa. La seconda durante la 15ª tappa del Giro d'Italia 1987 da Lido di Jesolo a Sappada, con l'olandese della Gis Gelati Johan van der Velde primo a scollinare. Il 6 giugno, durante quella famosa tappa, l'irlandese Stephen Roche, compagno di squadra alla Carrera-Vagabond-Peugeot del bresciano Roberto Visentini che era in Maglia Rosa, andò all'attacco e mandò in crisi il suo capitano che arrivò a Sappada con un distacco di 6'50" e perse la possibilità di vincere quel Giro d'Italia. La terza volta è stata tre anni più tardi nel corso del Giro d'Italia 1990 e il primo a scollinare fu Bruno Leali con Gianni Bugno leader indiscusso della Maglia Rosa dalla prima all'ultima tappa.